# 캐논 EOS-1Ds Mark II
캐논 EOS-1Ds 마크 II(Canon EOS-1Ds Mark II 혹은 Mk 2)는 캐논의 풀 프레임 디지털 SLR 카메라이다. 캐논 EOS 시리즈의 최상위 모델로, 1,670만 유효 화소 풀 프레임 (36 × 24 mm) CMOS 이미지 센서를 가지고 있다. 전문가용 카메라로서, 1Ds Mark II는 크고 튼튼하며 방진, 방습 기능을 가지고 있다.

## 사진

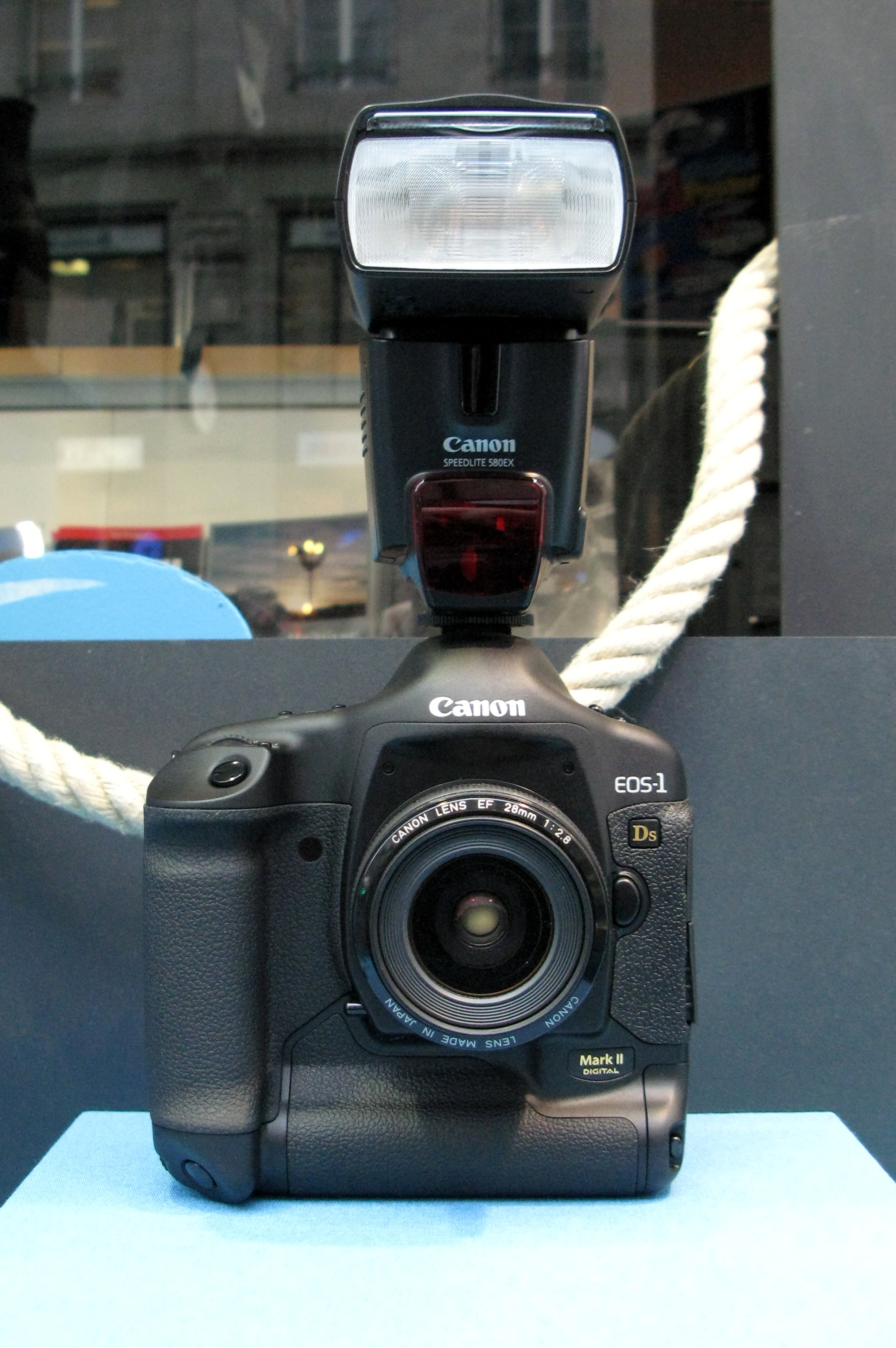
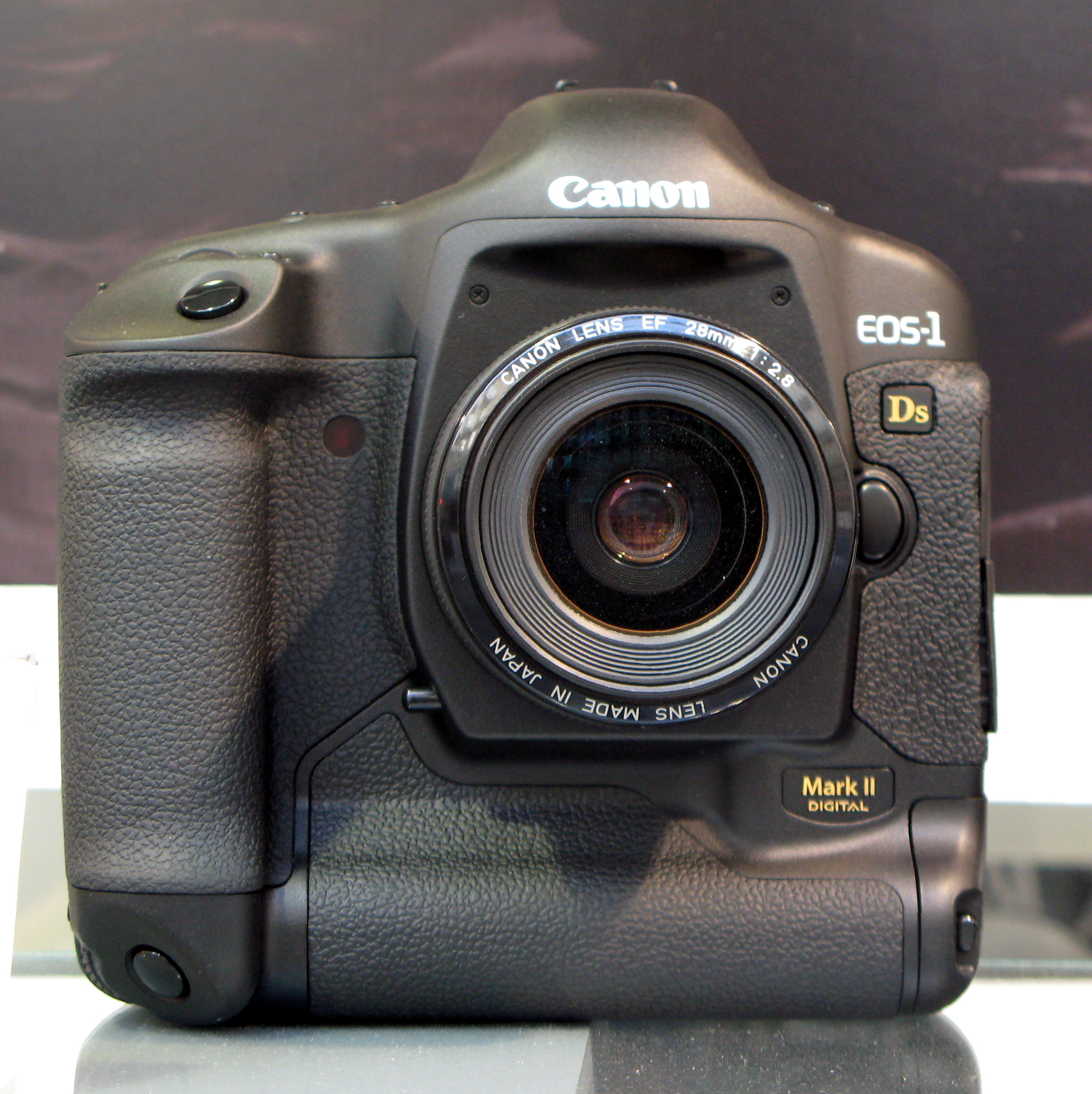
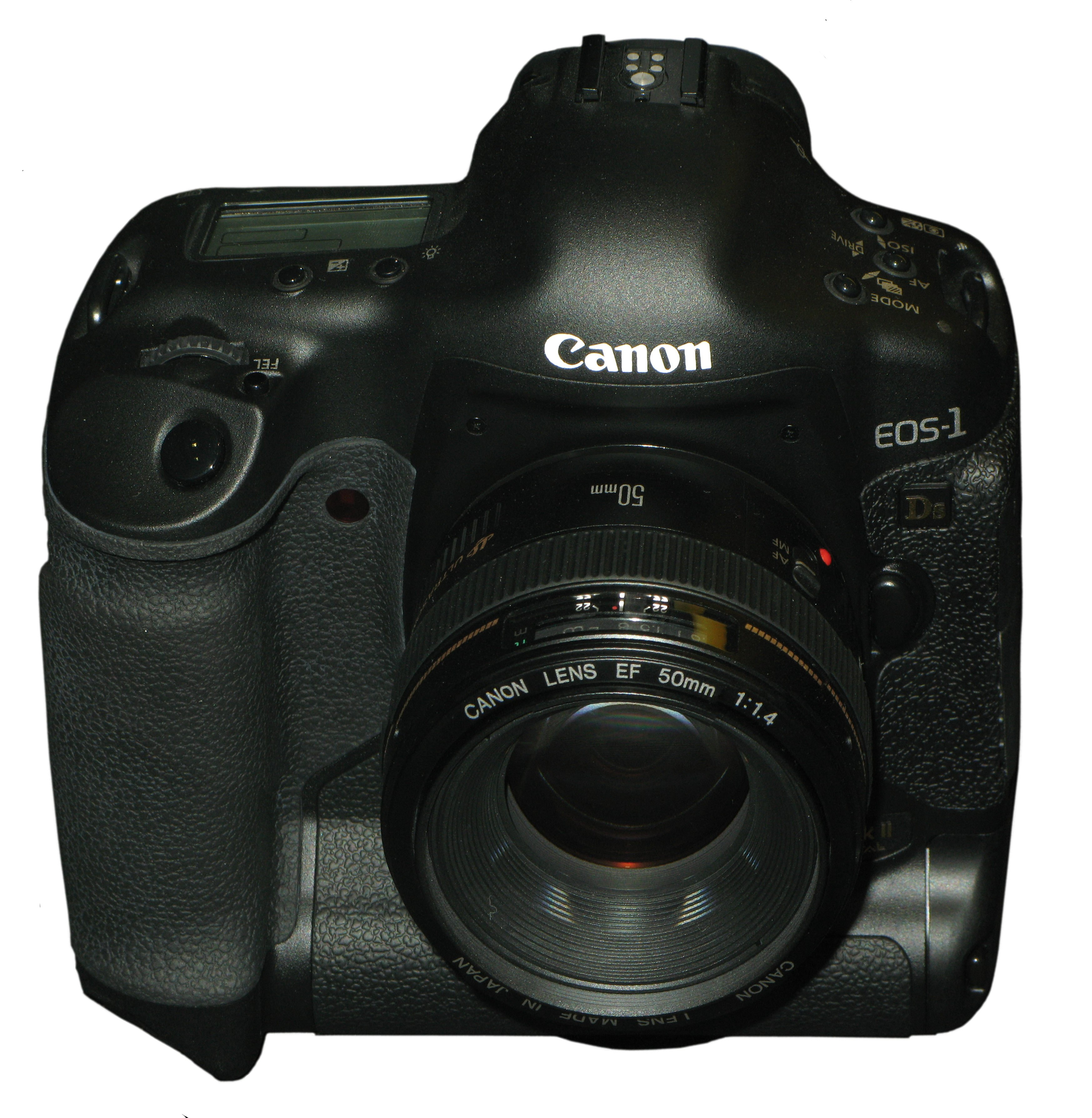

## 같이 보기
- 캐논
- 캐논 EOS
- 캐논 EF 마운트
- 풀프레임 DSLR